# MAVEN
Mars Atmosphere and Volatile Evolution (abreviat MAVEN, în română Evoluția Atmosferei și Volatilității planetei Marte) este o sondă spațială americană destinată cercetării atmosferei lui Marte. 
Este o parte a proiectului Mars Scout. Scopul principal al misiunii este, după cum sugerează și numele, studierea stării actuale și evoluției atmosferei marțiene, anume cum a avut loc pierderea acesteia. Sonda MAVEN va efectua măsurarea precisă a ratei de pierdere a atmosferei, care va oferi oamenilor de știință posibilitatea de a determina ce rol a jucat aceasta în schimbarea climatului marțian, precum și să afle mai bine trecutul "planetei roșii". 
Lansarea a  avut loc pe 18 noiembrie 2013. Cantitatea de combustibil la bordul sondei va permite funcționarea fără probleme până în 2023. Costul total al proiectului este de 187 milioane de dolari.